# Poesie orecchiabili
Poesie orecchiabili è il dodicesimo album dei Ridillo, pubblicato il 19 giugno 2025, come CD e in edizione digitale.
I Ridillo tornano sulla scena musicale con un nuovo album il cui filo conduttore è la poesia. Quasi tutti i brani sono più o meno esplicitamente ispirati a poesie di Bukowski, Quasimodo, Ungaretti, Palazzeschi, Catalano, e a componimenti degni di considerazione poetica di Freak Antoni, Stefano Benni e Ugo Tognazzi. Partecipano al disco il rapper Hura Hara, la band Joe Dibrutto, il poeta Guido Catalano e Gianmarco Tognazzi.

## Tracce

### CD (Cosmica COS2533R)
1. Quelli che non saluti (feat. Hura Hara) – 3:41
2. Mattina (Ora lo so) – 4:23
3. Sono Buono – 3:06
4. Supercazzola moderna (feat. Gianmarco Tognazzi) – 5:02
5. Il poeta si diverte (original version 1991) – 4:53
6. La giraffa (feat. Joe Dibrutto) – 3:51
7. Uomo e donna, ore 10 dentro a un letto – 4:10
8. Non ti ricordi più (feat. Guido Catalano) – 3:06
9. Funk you (bonus track) – 4:06

## Formazione
La formazione dei Ridillo in questo disco è:
- Daniele "Bengi" Benati: voce e chitarra;
- Claudio Zanoni: tromba, chitarra e voce;
- Andrea "Satomi" Bertorelli: tastiere;
- Greg Fauque: basso;
- Alessandro Lugli: batteria.